# Primærrute 9
Primærrute 9 är en cirka 64 km lång väg (primærrute) i Danmark. Den börjar i Odense på Fyn och går med broförbindelse över öarna Tåsinge och Langeland innan den med färjeförbindelse fortsätter till Lolland där den når Nykøbing Falster och slutar vid E55. Vägen trafikeras av över 20 000 fordon per dygn på Fyn, betydligt färre på Tåsinge, Langeland och de västra delarna av Lolland. När den närmar sig Nykøbing Falster ökar trafiken betydligt och når över 10 000 fordon per dygn.

## Trafikplatser
|  | Nr | Namn   | Skyltning               |
|  | -- | ------ | ----------------------- |
|  |    | Odense | E 20 Köpenhamn, Kolding |
|  | 11 |        | 43 Årslev               |
|  | 12 |        | 167 Ringe N             |
|  | 13 |        | 167 323 Ringe C         |
|  | 14 |        | 8 Kværndrup             |
|  | 15 |        | Kirkeby                 |
|  | 16 |        | 44 163 167 Svendborg N  |